# عبد الله عباس (لاعب كرة قدم سعودي)
عبد الله عباس مرتضى لاعب كرة قدم سعودي ، يلعب كمدافع في نادي الذهب.